# 游紹
游紹翔（1978年5月18日—），又名游紹，台灣MV導演，淡江大學大傳系畢業。曾擔任滾石唱片五月天、梁靜茹、光良、劉若英、黃嘉千、周華健等歌手企劃企劃。其所執導之廣告包含台灣、中國大陸、馬來西亞、新加坡等地作品,音樂錄影帶逾四百支,另有《神的孩子都在跳舞》、《五月天為愛而生》兩部紀錄片。

## 歷史
- 1998-2003 滾石唱片 中文部企劃,擔任五月天、梁靜茹、光良、劉若英、黃嘉千、周華健等歌手企劃。
- 2004-2021 擔任MV導演，共拍攝約500支音樂錄影帶。
- 2009-2012 大象影片製作有限公司 導演。
- 2012- MV廣告微電影導演

## 影片經歷
- 《Final Home 當我們混在一起 世界巡迴演唱會》（2004－2006）
  - 影像統籌、影像製作

### 音樂錄影帶
| 年份   | 歌手                 | 專輯               | 歌曲                       | 首播日期       | 備註                                |
| ------ | -------------------- | ------------------ | -------------------------- | -------------- | ----------------------------------- |
| 2007年 | 楊丞琳               | 任意門             | YouTube上的狼來了          | 2007年9月11日  |                                     |
| 2010年 | 郁可唯               | 藍短褲             | YouTube上的暖心            | 2011年1月4日   |                                     |
| 2011年 | 五月天               | 第二人生           | YouTube上的倉頡            | 2012年3月22日  |                                     |
| 2013年 | 丁噹                 | 蘭陵王電視原聲帶   | YouTube上的手掌心          | 2013年8月6日   | 蘭陵王片尾曲                        |
| 2013年 | 陳芳語               | Kimbonomics金式代  | YouTube上的Good Girl趕快愛 | 2013年12月19日 | MV結合百萬移動舞台                  |
| 2014年 | 丁噹                 | 步步驚情電視原聲帶 | YouTube上的身不由己        | 2014年4月22日  | 步步驚情約定版主題曲                |
| 2014年 | 王心凌               | 第十個王心凌       | YouTube上的說不出的味道    | 2014年8月8日   |                                     |
| 2016年 | 丁噹                 | 當我的好朋友       | YouTube上的想戀一個愛      | 2016年3月1日   |                                     |
| 2016年 | 丁噹x MP魔幻力量鼓鼓 | 當我的好朋友       | YouTube上的Natural High    | 2016年4月27日  |                                     |
| 2016年 | 谭维维               |                    | YouTube上的Take My Hand    | 2016年5月19日  | 美國電影《X戰警：天啟》中國區宣傳曲 |
| 2016年 | 張韶涵               | 全面淪陷           | YouTube上的第一頁          | 2016年7月31日  |                                     |
| 2016年 | 張韶涵               | 全面淪陷           | YouTube上的終於            | 2016年8月11日  |                                     |
| 2017年 | 潘瑋柏               | illi 異類          | YouTube上的漫動作          | 2017年1月5日   | 與關曉彤合唱                        |
| 2018年 | 陳芳語               | #Tag Me            | YouTube上的再愛我一天      | 2018年1月30日  |                                     |
| 2018年 | 蕭秉治               | 凡人Mortal         | YouTube上的心狠手軟        | 2018年7月20日  |                                     |
| 2019年 | 郁可唯               | 路過人間           | YouTube上的十年如一日      | 2019年5月9日   |                                     |
| 2019年 | 郁可唯               | 路過人間           | YouTube上的是誰            | 2019年8月6日   |                                     |
| 2020年 | 郁可唯               |                    | YouTube上的懂得雨天        | 2020年12月25日 |                                     |

## 外部連結
- （中文）簡歷 - 游紹導演